# Pokémon, le film : Volcanion et la Merveille mécanique
 (août 2017).
Si vous disposez d'ouvrages ou d'articles de référence ou si vous connaissez des sites web de qualité traitant du thème abordé ici, merci de compléter l'article en donnant les références utiles à sa vérifiabilité et en les liant à la section « Notes et références ».
Pokémon The Movie XY&Z - Volcanion to Karakuri no Magiana (ポケモン・ザ・ムービーXY&Z ボルケニオンと機巧のマギアナ, litt. «  Pokémon, le film : Volcanion et la merveille mécanique ») est un film d'animation japonais réalisé par Kunihiko Yuyama, sorti le 16 juillet 2016 au Japon.

## Synopsis
Au beau milieu du ciel, Volcanion, un Pokémon utilisant la vapeur pour se déplacer dans les airs, atterrit sur un vaisseau. Il désire libérer le Pokémon Magearna, capturé par Alva et ses hommes originaires du Royaume d'Azoth, une cité mécanisée où a été développée l’Onde Méga qui permet de faire méga-évoluer les Pokémon sans l'aide de gemme sésame et de méga-gemme. Mais Volcanion échoue et se retrouve projeté hors du vaisseau avec une étrange ceinture lancée par l'un des hommes d’Alva.
Alors que Volcanion tombe du ciel, Sacha et Lem sont en train de s'affronter. C’est alors qu’une ceinture identique à celle de Volcanion s’attache à Sacha. Ce dernier se retrouve forcé à accompagner Volcanion car leurs ceintures sont reliées par électromagnétisme. Volcanion amène Sacha contre sa volonté au Royaume d’Azoth où il compte libérer Magearna de ses ravisseurs... 

## Distribution

### Voix en français
- Aurélien Ringelheim : Sacha
- Sophie Frison : Serena
- Thibaut Delmotte : Lem
- Elsa Poisot : Clem
- Grégory Praet : Pouic/Z1
- Catherine Conet : Jessie
- David Manet : James
- Philippe Tasquin : Miaouss
- Michel Hinderyckx : Narrateur, voix de Pokémon
- Martin Spinhayer : Volcanion
- Bruno Mullenaerts : Alva
- Robert Guilmard : Nicolas
- Raphaëlle Bruneau : Raphaël
- Véronique Fyon : Flamel
- Élisabeth Guinand : Cherie
- Olivier Francart : Levi
- Pierre Bodson : Le chasseur de Pokémon
- Julie Basecqz: Voix de Pokémon
- Delphine Chauvier: Voix de Pokémon
- Frédéric Clou: Voix de Pokémon
- Jean-Marc Delhausse: Voix de Pokémon
- Fabienne Loriaux: Voix de Pokémon

Version francophone (belge)
- Studio de doublage : SDI Media Belgium
- Direction de doublage	 : Jean-Marc Delhausse
- Adaptation française :	Sophie Servais
- Adaptation des chansons : Marie-Line Landerwijn
- Générique VF interpreté par : 
  - Epolo Mabita (générique de début)
  - Camille De Bruyne (générique de fin)